# Грб Башкортостана
Грб Башкортостана је један од националних симбола Аутономне Републике Башкортостан. Усвојен је 6. јула 1999. Регистрован је под бројем 164 у Државном хералдичком регистру Русије.

## Опис грба
Грб Башкортостана представља приказ споменика Салавату Јулајеву. У позадини се налази залазеће Сунце са својим зрацима. Оно се налази у кругу који је на својим унутрашњим ободима украшен башкирским националним орнаментом.  Испод споменика налази се цвет кураја који симболизује храброст народа. Лента је у бојама националне заставе Башкортостана. На белом пољу у ленти, налази се натпис Башҡортостан (срп. Башкортостан).
Салават Јулајев је башкирски народни херој и песник који је опевао подвиге башкирских ратника и своју домовину. Његово стваралаштво, које је надахнуто духом борбе против сваке врсте угњетавања, преношено је генерацијама од уста до уста. Споменик Јулајеву не приказује конкретно ниједну особу. Приказани човек је коњаник, борац за слободу и правду и симболизује пријатељство народа Башкортостана.